# Le Plessis-aux-Bois
Le Plessis-aux-Bois är en kommun i departementet Seine-et-Marne i regionen Île-de-France i norra Frankrike. Kommunen ligger i kantonen Mitry-Mory som tillhör arrondissementet Meaux. År 2022 hade Le Plessis-aux-Bois 255 invånare.

## Befolkningsutveckling
Antalet invånare i kommunen Le Plessis-aux-Bois
| Referens: INSEE |